# Zadni Wierch
Zadni Wierch (1062 m) – szczyt na  Zgorzeliskowym Dziale na Pogórzu Bukowińskim będącym częścią Pogórza Spisko-Gubałowskiego. Znajduje się w grzbiecie ciągnącym się od Wierchporońca w północno-zachodnim kierunku do Poronina. Grzbiet ten opływany jest przez dwa potoki; po wschodniej stronie jest to potok Poroniec, po zachodniej jego dopływ – Filipczański Potok, w dolinie którego położona jest miejscowość Małe Ciche. Spod Zadniego Wierchu na zachodnią stronę, do Małego Cichego spływa Wojciechowski Potok będący dopływem Filipczańskiego Potoku. Oddziela on dużą Zadnią Polanę od zabudowań miejscowości.
Zadni Wierch znajduje się w grzbiecie pomiędzy Wierchporońcem (1105 m) a Wierchem Zgorzelisko (1106 m). Grzbietem tym prowadzi od Drogi Oswalda Balzera droga dojazdowa do dawnego wypoczynkowego ośrodka rządowego na polanie Zgorzelisko (obecnie jest to hotel „Tatry”). Jest to pierwsza droga na prawo od skrzyżowania na Wierchporońcu z drogą do Łysej Polany. Drogą tą prowadzi znakowany szlak rowerowy. Zadni Wierch jest zalesiony i znajduje się na obszarze Tatrzańskiego Parku Narodowego, mimo że nie należy do Tatr.

## Szlaki turystyczne
– żółty szlak rowerowy. Zamknięta pętla z Małego Cichego przez Tarasówkę, Wierch Zgorzelisko, Drogę Oswalda Balzera i Zazadnią do Małego Cichego.